# Drosophila hirtitibia
Drosophila hirtitibia är en tvåvingeart som beskrevs av Elmo Hardy 1965. Drosophila hirtitibia ingår i släktet Drosophila och familjen daggflugor.
Artens utbredningsområde är Hawaii.